# Famille von Benckendorff
 (mars 2024).
Si vous disposez d'ouvrages ou d'articles de référence ou si vous connaissez des sites web de qualité traitant du thème abordé ici, merci de compléter l'article en donnant les références utiles à sa vérifiabilité et en les liant à la section « Notes et références ».
La famille von Benckendorff, (Benckendorff en allemand, en russe  : Бенкендорф - Benckendorf), appartient à la noblesse de Livonie, dite noblesse balte, puis à la noblesse suédoise et enfin à la noblesse russe. La famille est originaire de Franconie et s'installe au XVIe siècle en Livonie. Elle est restée germanophone, comme l'aristocratie des Pays baltes de l'époque et protestante, sauf une branche convertie à l'orthodoxie par mariage et la branche de l'ambassadeur Alexandre von Benckendorff (1849-1917), de religion catholique.

## Personnalités
- Johann Benckendorff, maire de Riga. Agrégé à la noblesse - héréditaire - suédoise en 1660 (la Livonie étant alors possession suédoise).
- Johann Michael von Benckendorff (Ivan Ivanovitch Benkendorff en russe), fils du précédent, devient lieutenant-général et commandant en chef de la garnison de Livonie.

Cette famille germano-balte et germanophone compte parmi ses membres de hauts personnages de l'Empire russe :
- Ernst von Benckendorff (1711-1801), général de cavalerie ;
- Ivan Ivanovitch von Benckendorff (1720-1775), général-lieutenant russe, il épousa Sophie Élisabeth von Lowenstern (1724-1883);
- Christopher von Benckendorff (1749-1823), général d'infanterie russe, gouverneur de Riga, il épousa la comtesse Anna Juliana von Schilling-Canstatt (1744-1797), fils du précédent;
- Alexandre von Benckendorff (1781-1844), militaire russe, fils du précédent ;
- Konstantin von Benckendorff (1785-1828), général et diplomate russe, frère du précédent ;
- Dorothea von Benckendorff (1785-1857), par mariage princesse de Lieven, sœur des deux précédents;
- Georges von Benckendorff, frère des précédents, 1er secrétaire à la légation russe de Paris et amant de l'actrice Mademoiselle George (Marguerite Joséphine Weimer)
- Constantin von Benckendorff (1817-1858), comte, diplomate, général-major, il épousa la princesse Louise de Croÿ, fils de Constantin von Benckendorff;
- Paul von Benckendorff (1853-1921), comte, membre du Conseil d'État, grand-maréchal de la cour, il épousa la princesse Maria Sergueïevna Dolgorouki, fils du précédent;
- Alexandre von Benckendorff, comte, ambassadeur à Londres (1849-1917), il épousa la comtesse Sofia Petrovna Chouvalova, frère du précédent;
- Natalia von Benckendorff, comtesse, (1854-1931), elle épousa Hermann von Hatzfeldt, duc zu Trachenberg, sœur du précédent;
- Olga von Benckendorff, comtesse, (1857-1926), elle épousa Alessandro Guiccioli, marquis de Cadel Bosco, sœur de la précédente[1];
- Constantin Alexandrovitch von Benckendorff, comte, (1880-1959), il épousa Maria Korchinska, fils du comte Alexandre von Benckendorff;
- Piotr Alexandrovitch von Benckendorff, comte, (1882-1915), il épousa Elena Marichkina, frère du précédent;
- Nathalie-Louise Alexandrovna von Benckendorff, comtesse, (1886-1968), elle épousa Sir Gaspard Nicolas Ridley, sœur du précédent;
- Natalia Konstantinovna von Benckendorff, comtesse, (1923-2019), elle épousa Thomas Humphrey Booke, fille du comte Constantin Alexandrovitch von Benckendorff;
- Alexandre Konstantinovitch von Benckendorff, comte, (1925-), il épousa Esther Norma Cappadose, frère de la précédente;
- Constantin Alexandrovitch von Benckendorff, comte, (1953-), fils du précédent;
- Alexandre Alexandrovitch von Benckendorff, comte (1957-), frère du précédent[2].

## Domaines
- Château de Fall, aujourd'hui à Keila-Joa en Estonie
- Manoir de Jendel, aujourd'hui en Estonie
- Château de Kaesal, aujourd'hui en Estonie
- Château de Kechtel, aujourd'hui en Estonie
- Kiltsi, aujourd'hui en Estonie